# Csepel V2

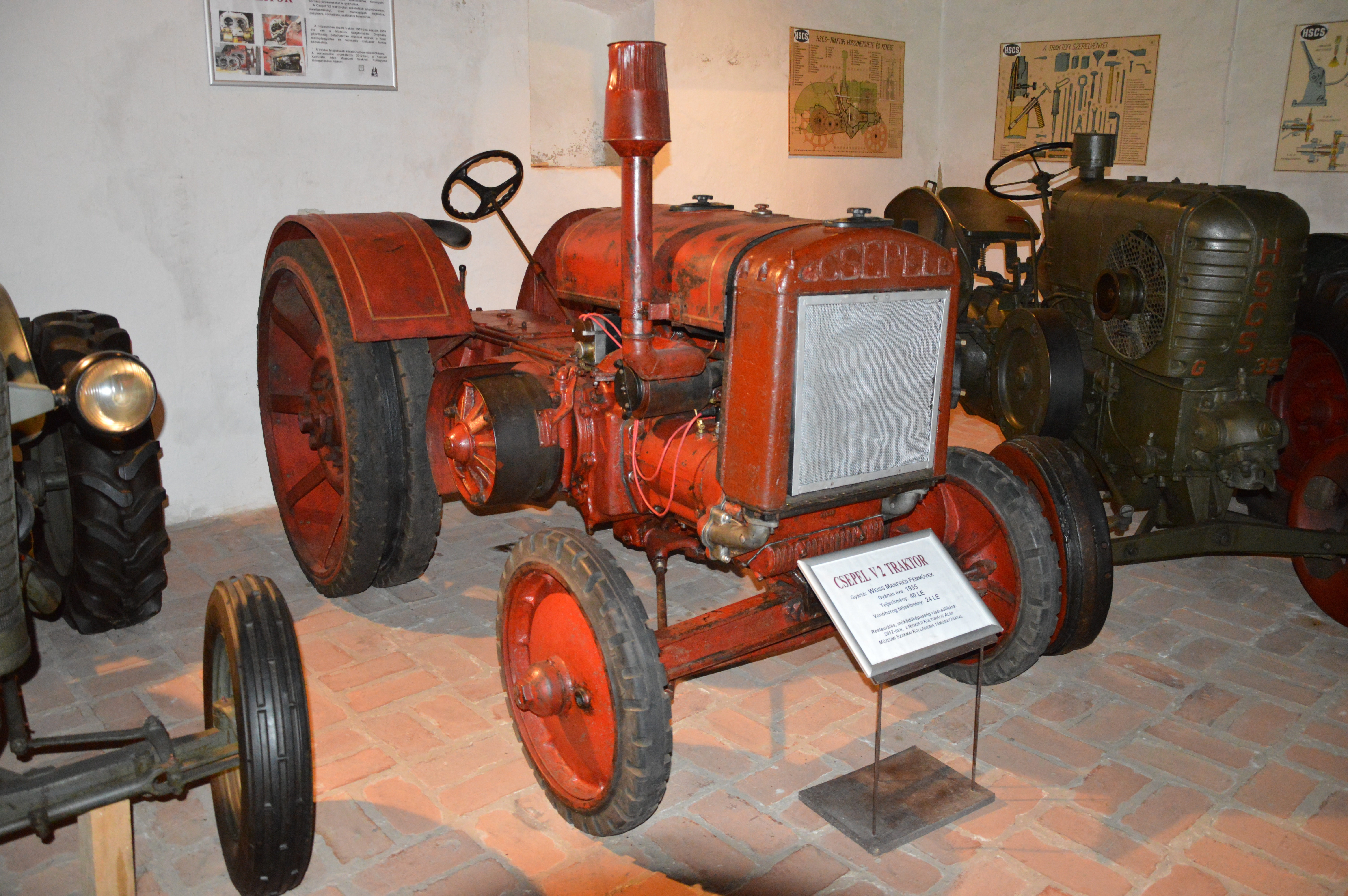
Csepel V2 traktor a Magyar Mezőgazdasági Múzeum Georgikon Majortörténeti Kiállítóhelyén, Keszthelyen

A Csepel V2 a magyar Weiss Manfréd Acél- és Fémműveknél az 1930–1940-es években gyártott mezőgazdasági vontató.
A traktort a csepeli Weiss Manfréd Acél- és Fémműveknél tervezték. 1930-ban készült el a prototípusa. Sorozatgyártása 1943-ig folyt. Ez idő alatt közel 500 db készült belőle. A traktort elsősorban szántóföldi talajművelésre és vontatásra használták, de alkalmas volt munkagépek (pl. cséplőgép) hajtására is.
Hagyományos felépítésű traktor. Motorja fekvő elrendezésű kéthengeres petróleummotor, amely 800 1/min. fordulatszámon 40 LE maximális teljesítményt adott le. A traktort gyártották tömör gumiborítású kerékkel és körmös kapaszkodókkal ellátott vaskerékkel is.
Egy felújított és működőképes példánya a Magyar Mezőgazdasági Múzeum tulajdonában van és a keszthelyi Georgikon Majortörténeti Kiállítóhelyén látható.